# Bârlogul Lupului
A nu se confunda cu Führerbunker, adăpostul lui Hitler în ultimele luni de viață.
Bârlogul Lupului (în germană Wolfsschanze, în română Bârlogul Lupului) a fost principalul cartier general operativ folosit de Adolf Hitler pe Frontul de Est în timpul celui de-al Doilea Război Mondial. Buncărul este situat în provincia istorică a Mazuriei, la 8 kilometri de orașul Ketrzyn din nord-estul Poloniei. Însumând 80 de construcții fortificate, complexul dispunea de un aerodrom anex și acoperea o suprafață de 27 de hectare. Șapte buncăre din fier-beton, cu o grosime a pereților de până la 8 metri, erau camuflate într-o pădure deasă și înconjurate de sârmă ghimpată și de un câmp minat.
Atentatul de la 20 iulie 1944 împotriva lui Hitler făcut de Claus von Stauffenberg s-a desfășurat aici.
Hitler a petrecut în „Bârlogul lupului” mai bine de 800 de zile, ajungând aici prima dată la 23 iunie 1941 și plecând ultima dată de aici la 20 noiembrie 1944. Numele „Bârlogul lupului” i l-a dat chiar Hitler; era folosit în cercuri restrânse la începutul anilor 1930. Aceeași poreclă, „lupul”, a fost sursa de inspirație în alegerea numelor altor două centre de comandă: Wolfschlucht în Belgia și Werwolf în Ucraina.

## Istoric

Wolfschanze

Complexul de clădiri care încorpora buncărul lui Hitler se întindea pe o suprafață de 6,5 kilometri pătrați și a fost împărțit în trei zone de securitate.
- Zona de securitate 1 cuprindea „Bârlogul lupului” și alte câteva buncăre ale apropiaților lui Hitler, printre care cele ale lui Hermann Göring, Martin Bormann, șefului OKW Wilhelm Keitel și a șefului Statului Major OKW Alfred Jodl.
- Zona de securitate 2 cuprindea barăcile militare, inclusiv cele ale batalionului personal de escortă Führer-Begleit-Bataillon și ale RSD-ului (Reichssicherheitsdienst), precum și locuințele câtorva miniștri importanți ai celui de-al Treilea Reich, cum au fost Albert Speer, Joachim von Ribbentrop și Fritz Todt.
- Zona de securitate 3 era reprezentată de perimetrul înconjurător, monitorizat atent și plin de mine terestre.

Complexul era deservit de un aerodrom situat în apropiere și de o cale ferată.

## Tentativa de asasinat de la Wilczy Szaniec

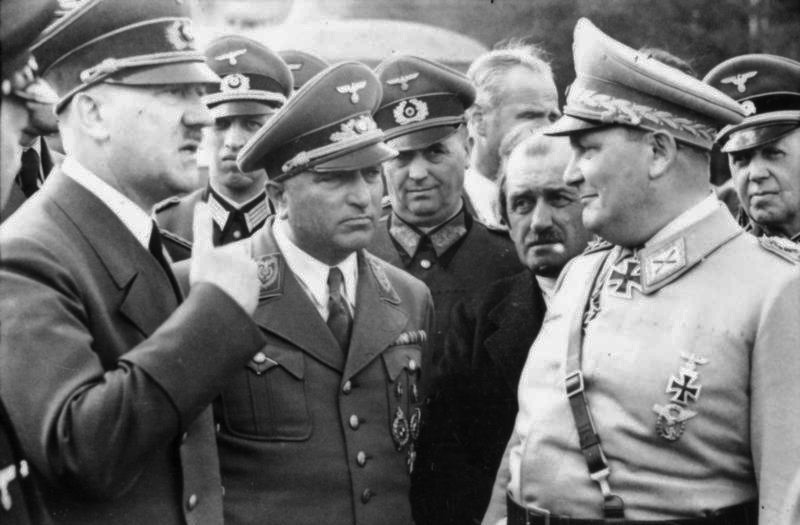
Hitler împreună cu comisarul de stat Robert Ley, inginerul Ferdinand Porsche și ministrul de război Hermann Göring la Wolfschanze în 1942.

Hitler a sosit la noul său cartier general în 21 iunie 1941, iar din acest loc, pe care îl considera impenetrabil, urma să conducă forțele armate naziste până la sfârșitul celui de-al Doilea Război Mondial. Deși nu ieșea decât rar din bârlog, prudența Führer-ului nu a împiedicat tentativa de asasinat, aproape reușită, din 20 iulie 1944, când un grup de ofițeri a reușit să planteze o bombă în interiorul unei serviete. Aceasta a fost livrată de unul dintre membrii conspirației, Claus von Stauffenberg, în anticiparea unei adunări convocate de Hitler. Bomba a fost detonată cu succes, reușind să ucidă patru persoane, nu însă și pe Hitler. 
Incidentul a condus la numeroase represalii, inclusiv la 5000 de arestări și la 200 de execuții.

## Invitați notabili
- Ion Antonescu (mareșal) – România[4][5][6]
- Boris al III-lea al Bulgariei (țar) – Bulgaria[7][8]
- Galeazzo Ciano (ministru de externe) – Italia[9][10]
- Lajos Csatay (general, ministru de război) - Ungaria[11]
- Erden, Ali Fuat (general) - Turcia[12]
- Rashid Ali al-Gaylani (fost prim-ministru) – Irak[13]
- Italo Gariboldi (general) - Italia[14]
- Rodolfo Graziani (mareșal) - Italia[15]
- Miklós Horthy (regent) – Ungaria[16]
- Gusztáv Jány (general) - Ungaria[17]
- Miklós Kállays (prim-ministru) – Ungaria[18]
- Prințul Kiril al Bulgariei (prinț al Bulgariei, successorul țarului) - Bulgaria[19]
- Slavko Kvaternik (comandant și ministru al forțelor armate) - Croația[20]
- Pierre Laval (prim-ministru al regimului Vichy) – Franța[21]
- Constantine Lukasz (general, șeful Statului Major al Armatei Bulgare) - Bulgaria[22]
- Fanni Luukkonen (colonel) - Finlanda[23]
- Carl Gustaf Emil Mannerhei (lider militar și diplomat) – Finlanda[24]
- José Finat y Escrivá de Romaní (ambasador) - Spania[25]
- Nikoła Michaiłov Michov/Никола Михайлов Михов (general, minister of war) – Bulgaria[26]
- José Moscardó Ituarte (general) - Spania[27]
- Benito Mussolini (il Duce) – Italia[28][29][30][31]
- Milan Nedić (general, prim-ministru) - Serbia[32]
- Jozef Tiso (preot romano-catolic, președinte) – Slovacia[33]
- Cemil Cahit Toydemir - (general) - Turcia[34]

## Abandonarea buncărului
În octombrie 1944 Armata Roșie a înaintat până la frontiera Prusiei de Est, în timpul Ofensivei Baltice. Hitler a părăsit permanent complexul la 20 noiembrie 1944 și, două zile mai târziu, a dat ordin ca întreg complexul să fie distrus. Buncărele au fost grav avariate de însăși armata nazistă, care a detonat, cu ajutorul unui singur piston, un sistem centralizat de demolare, cu scopul de a împiedica armata sovietică, aflată în plină înaintare, să le folosească.

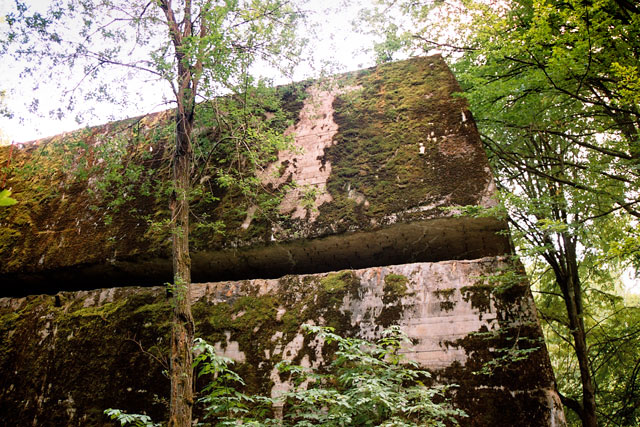
Cantități uriașe de explozibil au fost folosite pentru a demola buncărele Wolfschanze. Aici explozia a aruncat în aer acoperișul buncărului, construit din beton armat gros de 2 metri.

Detonarea a avut însă loc abia în noaptea de 24 spre 25 ianuarie 1945, la zece zile după inițierea ofensivei sovietice Vistula-Oder. A fost folosită o cantitate impresionantă de TNT, doar pentru un buncăr fiind necesare 8 tone de trinitrotoluen. În ciuda folosirii a tone de explozibil, majoritatea clădirilor au fost doar parțial distruse, datorită dimensiunilor uriașe și a structurilor eficient consolidate. Armata Roșie a cucerit complexul fără niciun efort două zile mai târziu, la 27 ianuarie. În aceeași zi, a fost eliberat și Auschwitz-ul. Zona a fost supusă unui procedeu de curățare a minelor terestre (peste 54.000 de mine), care a durat până în anul 1955.
Ruinele s-au păstrat și astăzi, muzeul deschis reprezentând, tot timpul anului, o amintire sinistră a războiului.